# Gaspar Jost de Bernefour
Gaspar Jost de Bernefour (Kasper Berensfeir) (data urodzenia nieznana, zm. po 1697) – niemiecki pułkownik piechoty wojsk koronnych I Rzeczypospolitej.

## Życiorys
Pochodził z Westfalii, urodził się w niemieckiej rodzinie szlacheckiej pieczętującej się herbem Bernefour. Do służby w wojskach koronnych Rzeczypospolitej zaciągnął się w połowie XVII wieku, w 1655 jako kapitan dowodził kompanią w gwardyjskim królewskim regimencie piechoty Formholda von Wolfa. Był uczestnikiem walk ze Szwedami w okresie potopu. Walczył także w wojnie polsko-rosyjskiej (1654-1667). W latach 1664–1684 służył pod dowództwem Ernesta Denhoffa. Wziął udział w kampanii wiedeńskiej, odznaczył się męstwem i odwagą w bitwie pod Wiedniem i w czasie oblężenia Esztergomu. Od 1684 dowodził własnym regimentem piechoty koronnej, oddział ten z powodu dużych strat w walkach został rozwiązany w 1694.
28 maja 1685 w Warszawie, podczas obrad sejmu z rekomendacji hetmana wielkiego Stanisława Jabłonowskiego i hetmana Andrzeja Potockiego w uznaniu zasług wojennych dla Rzeczypospolitej otrzymał indygenat i herb. W latach 1696–1697 był oficerem, w randze pułkownika, w pieszej gwardii królewskiej generała Bogusława Denhoffa.
Po zakończeniu służby w wojsku, osiadł na Podlasiu w zakupionym w 1684 majątku ziemskim Brzezinki. Zmarł po 1697.